# Masters de Madrid 2011
El Mutua Madrileña Madrid Open 2011 fue la décima edición del torneo de tenis, que se jugó del 1 al 8 de mayo de 2011 sobre polvo de ladrillo. Tuvo lugar en La Caja Mágica en Madrid, España.

## Campeones

### Individuales masculinos
Novak Djokovic vence a  Rafael Nadal por 7-5 y 6-4.

### Dobles masculinos
Bob Bryan  /  Mike Bryan vencen a  Michael Llodra /  Nenad Zimonjić por 6-3 y 6-3.

### Individuales femeninos
Petra Kvitova vence a  Victoria Azarenka por 7-6(3) y 6-4.

### Dobles femeninos
Victoria Azarenka /  Maria Kirilenko vencen a  Kveta Peschke /  Katarina Srebotnik por 6-4 y 6-3.
| Predecesor: Madrid 2010                 | Masters de Madrid 2011 | Sucesor: Madrid 2012          |
| Predecesor: Masters de Monte Carlo 2011 | ATP Masters 1000 2011  | Sucesor: Masters de Roma 2011 |